# Bracon braconiformis
Bracon braconiformis är en stekelart som först beskrevs av Szepligeti 1904.  Bracon braconiformis ingår i släktet Bracon och familjen bracksteklar. Inga underarter finns listade.